# Juan José de Mur
Juan José de Mur Bernad (Bielsa, 25 de agosto de 1930-Huesca, 13 de septiembre de 2021) fue un sacerdote musicólogo, compositor y maestro de capilla español.

## Vida
Mur nació en Bielsa, en el Pirineo aragonés, el 25 de agosto de 1930.
El 26 de julio de 1955 fue ordenado sacerdote en Barbastro, por el obispo Segundo Garcia. Ocuparía diversos cargos eclesiásticos en la diócesis de Barbastro-Monzón y posteriormente en la de Huesca. Entre ellos, cura ecónomo de Yela y Bisaurri y maestro de capilla en Barbastro, capellán de las religiosas de Santa Clara, director-consiliario de la Venerable Orden Tercera de San Francisco, vicedirector espiritual de la Adoración Nocturna Femenina.
En 1983 fue nombrado canónigo numerario de la Catedral de Huesca, cuando ya llevaba algunos años ejerciendo de maestro de capilla de la metropolitana. Ejerció el cargo de 1962 a 2010, fecha en la que se jubiló. Permaneció en Huesca hasta su fallecimiento el 13 de septiembre de 2021.
Entre los reconocimiento que recibió Mur se encuentra la Medalla Jinete Ibérico, entregada por el Instituto de Estudios Altoaragoneses en 2018. Además fue nombrado académico de Bellas Artes de la Real Academia de San Fernando de Madrid el 2 de junio de 2014 y académico de honor de la Academia de las Artes y el Folclore de Aragón en 2019.

## Obra

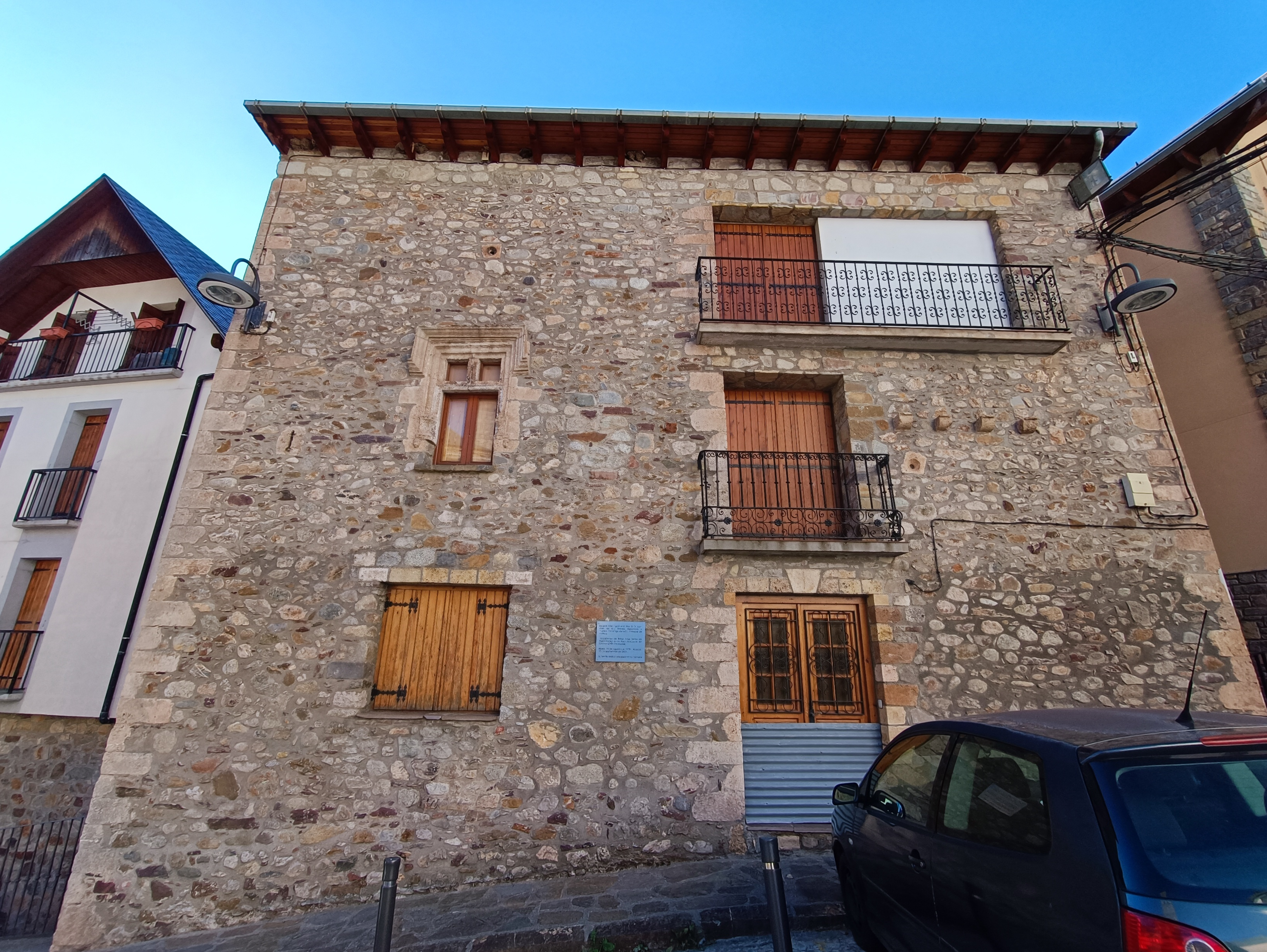
Casa natal de Juan José Mur en Bielsa, con una placa conmemorativa: En esta casa nació el Muy Ilustre Señor Don Juan José de Mur Bernad. Sacerdote y música. Canónigo de la Santa Iglesia Catedral de Huescav
Académico de Bellas Artes (rama de musicología) de la Real Academia de San Fernando de Madrid.
Bielsa, 25 de agosto de 1930 - Huesca, 12 de septiembre de 2021.
Su familia dedica esta placa en su memoria.

En 1970 publicó Cancionero Altoaragonés, que contenía un centenar de composiciones del folclore oscense, recogidas, transcritas y armonizadas por el mismo Mur. En 1986 publicó Cancionero popular de la provincia de Huesca, que contiene unas 580 canciones, que se ha convertido en un referente para los estudiosos de la música folclórica aragonesa. En 2015 aplío el Cancionero Altoaragonés publicando Cancionero popular altoaragonés, que contiene 452 melodías populares del Alto Aragón.
- Mur Bernad, Juan José de (1970). Cancionero altoaragonés. Huesca.
- Mur Bernad, Juan José de (1986). Cancionero popular de la provincia de Huesca. Barcelona: Claret. ISBN 84-7263-467-1.
- Mur Bernad, Juan José de (2015). Cancionero popular altoaragonés. ISBN 978-84-8127-266-6.

Sus cancioneros inspiraron a numerosos grupos de folk aragonés, como La Bullonera, Hato de Foces, Cierzo, La Orquestina del Fabirol o Biella Nuei.
Como musicólogo también publicó en 1993 el Catálogo del Archivo de Música de la Catedral de Huesca, en el que reúne 50 composiciones de música religiosa que el mismo Mur llegó a interpretar en la Catedral de Huesca.
- Mur Bernad, Juan José de (1993). Catálogo del Archivo de Música de la Catedral de Huesca. Huesca. ISBN 84-604-6788-0.

Como compositor de música es conocido sobre todo por su Missa in honorem Sancti Laurenti, que estrenó en 1997. Además  compuso diversas otras obras:
- Oratorio a la Natividad de Nuestro Señor Jesucristo (1994);
- Sinfonía Altoaragonesa (1994);
- Suite Altoaragonesa (1997);
- Missa in honorem Sancti Laurenti (1997);
- Completas (1999);
- Te Deum laudamus (1999);
- La Pasión de Cristo según San Mateo (2000);
- Segunda Misa a San Lorenzo (2002), para coro a cuatro voces mixtas, solistas y orquesta;
- La Ascensión del Señor (2006).